# Ineos
Ineos este o companie britanică privată, din industria chimică, cu vânzări de 36 miliarde $.